# 曼苏尔·萨利姆
曼苏尔·萨利姆（阿拉伯语：‎，1988年3月16日—），沙特阿拉伯男子举重运动员，2019年亚洲举重锦标赛男子55公斤级金牌得主、2019年世界举重锦标赛男子55公斤级铜牌得主、2022年亚洲举重锦标赛男子55公斤级铜牌得主。